# خط المشترك الرقمي غير المتناظر

ترددات خط الADSL، اللون الأحمر يمثل الصوت واللون الأخضر يمثل حركة رفع البيانات والأزرق يمثل حركة التنزيل

خط المشترك الرقمي غير المتناظر (بالإنجليزية: Asymmetric Digital Subscriber Line اختصاراً ADSL)‏ شكل من أشكال خطوط الاشتراك الرقمية خط المشترك الرقمي، وهي تقنية تبادل البيانات تنقل البيانات من خلال خطوط الهاتف النحاسية نقلاً أسرع من مودم التردد الصوتي التقليدي وذلك بالاستفادة من الترددات غير المستخدمة في المكالمات الهاتفية.

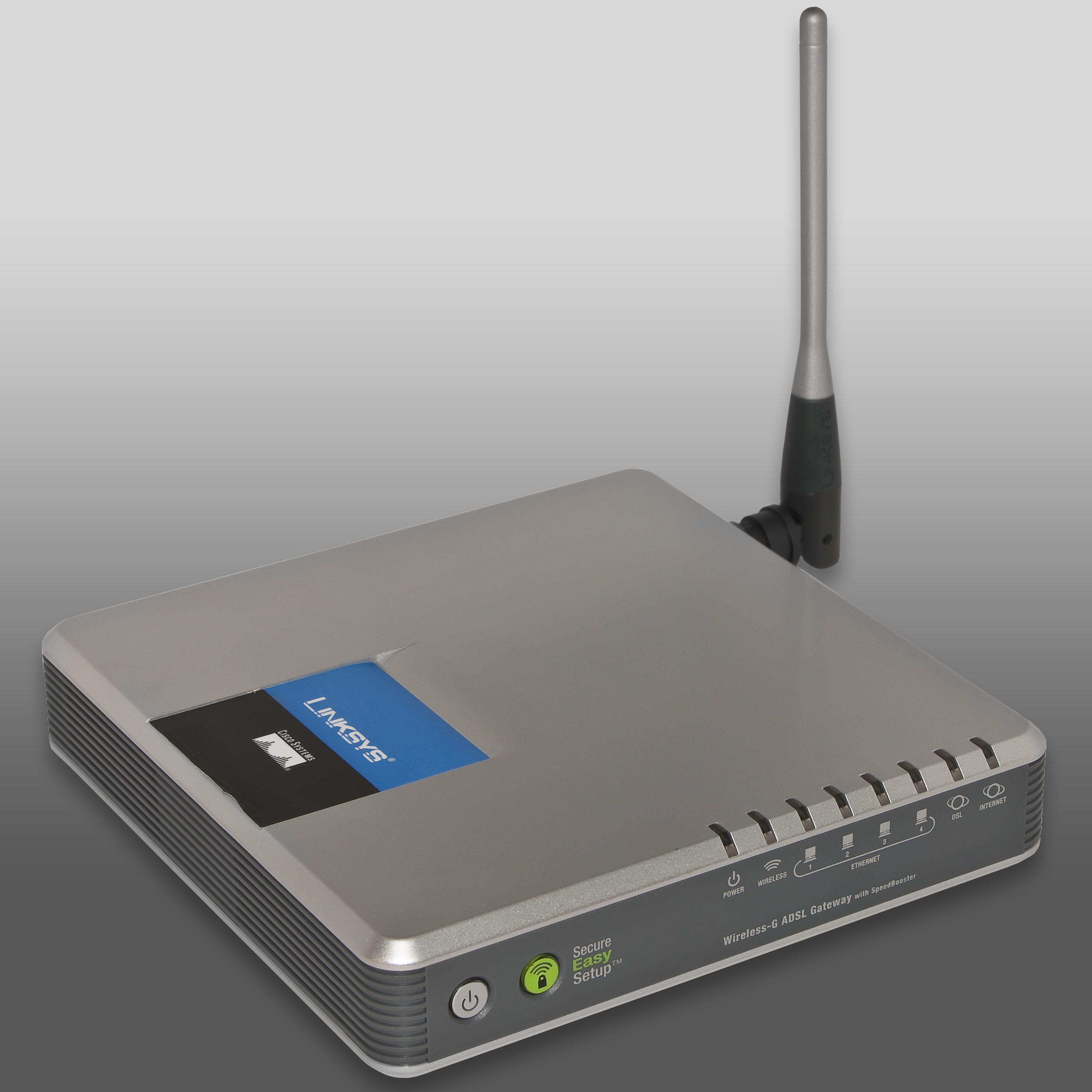
تستخدم البوابة بشكل شائع لإجراء اتصال ADSL

 ومن الأجهزة المستخدمة في تقنية الـADSL المرشح أو المقسم الذي يسمح لخط هاتفي واحد باستخدام خدمة الADSL والمكالمات الهاتفية في الوقت نفسه، إذْ يفصل خطَ الهاتف إلى مجالين من الذبذبات، واحد منها للصوت والآخر للمعلومات (وهذا ما يسمى بالتزامن).
عمومًا، الـADSL يوزّع على مسافات قصيرة من السنترال، نموذجيًا أقل من 4 كيلومتر (2 ميل) ولكن يمكن أن يوزّع على بعد يتجاوز 8 كيلومتر (5 أميال) إذا كان قياس قطر السلك يكفي من أجل توزيع أبعد.
خط المشترك الرقمي غير المتماثل (ADSL) هو نوع من تقنيات خط المشترك الرقمي (DSL)، وهي تقنية اتصالات بيانات تتيح نقل البيانات عبر خطوط الهاتف النحاسية بشكل أسرع مما يمكن أن يوفره مودم النطاق الصوتي التقليدي. يختلف ADSL عن خط المشترك الرقمي المتماثل الأقل شيوعًا (SDSL). في ADSL، يُقال أن عرض النطاق الترددي ومعدل البت غير متماثلين، مما يعني أنهما أكبر تجاه مباني العميل (المصب) من العكس (المنبع). يقوم مقدمو الخدمة عادةً بتسويق ADSL كخدمة وصول إلى الإنترنت في المقام الأول لتنزيل المحتوى من الإنترنت، ولكن ليس لخدمة المحتوى الذي يصل إليه الآخرون.

## الفرق بين الADSL وباقي أشكال الDSL
الميزة الفارقة للADSL عن باقي أشكال الDSL هي أن كمية تدفق البيانات للADSL أكبر في جهة واحدة أكثر من الأخرى أي أن سرعة التنزيل أعلى من الرفع.

## لماذا الADSL أكثر الأنواع شيوعا في الاستخدام المنزلي
يوجد سببن تقني وتسويقي
-	من الجانب التقني : من المرجح أن يكون الحديث المتبادل للدوائر الأخرى في نهاية خط ال DSLAM (خط مشترك رقمي متعدد المنافذ) (حيث أن الأسلاك في العديد من الحلقات المحلية تكون قريبة من بعضها البعض) أكثر من مقر الزبون.
وبالتالي فإن إشارة الرفع (upload) تكون ضعيفة في الجزء الأكثر ضوضاء من الحلقة المحلية، بينما إشارة التحميل (download) تكون أقوى في الجزء الأكثر ضوضاء من الحلقة المحلية، وبناء على ذلك فإنها تجعل الحس التقني يمكّن الDSLAM من نقل معدل البتات العالية أكثر مما تقوم به المودم التقليدية
نظرا لأن المستخدم المنزلي النموذجي يفضل سرعة التحميل العالية، شركات الهاتف اختارت أن تجعلها فضيلة بدافع الضرورة لذلك كان الADSL أكثر شيوعا.
-	من الجانب التجاري: الحد من سرعة رفع البيانات يحد من جاذبية هذه الخدمة لزبائن القطاع التجاري، وذلك ما يدعوهم لشراء الخدمات الأعلى تكلفة خط مستأجر من ذلك.
وبالتالي فإنها تقسم سوق الاتصالات الرقمية بين زبائن القطاع التجاري والمستخدمين المنزليين.

## التشكيل (Modulation)
في البداية كانت الADSL موجودة في اثنين من المميزات (مشابهة لخط المشترك الرقمي عالي السرعة)،(CAP) برنامج تطبيق الاتصال وال (ثنائي ميثيل التربتامين).
CAP كان المعيار الحقيقي لانتشار ADSL حتى عام 1996، نشر 90 في المئة من مثبتات الADSL في ذلك الوقت.
ومع ذلك، DMT اختيرت أولا لمعايير ADSL من قبل الاتحاد الدولي للاتصالات، G.992.1 وG.992.2 (وتسمى أيضا G.dmt وG.lite
على التوالي).
ولذلك كل التجهيزات الحديثة للADSL تستند إلى المخطط التشكيلي لـDMT.

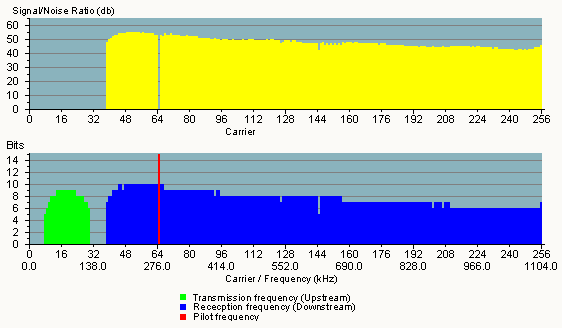
طيف تردد of a modem on a ADSL line.

## ميزات ADSL
من مميزات هذه الخدمة:
1. السرعة العالية في نقل البيانات.
2. عدم انشغال خط الهاتف عند الاتصال بالشبكة العنكبوتية.
3. الاتصال بالشبكة العنكبوتية يكون على مدار 24 ساعة في اليوم.
4. التوفير وقلة التكلفة.

## عيوب ADSL
أما من عيوب هذه الخدمة ما يلي:
1. يجب أن تكون قريب من المقسم الرئيسي بحيث لا يكون أبعد من 5 كيلومتر.
2. استقبال البيانات يكون أسرع من إرسالها بنسبة 2/1.

## سرعة الاتصال
| سرعة التحميل (ميغابيت في الثانية) | سرعة التحميل (ميغابايت في الثانية) | مثال (ملف 9.3 ميغابايت) | البعد عن خط مشترك رقمي متعدد المنافذ |
| --------------------------------- | ---------------------------------- | ----------------------- | ------------------------------------ |
| 24.0 ميغابت/ث                     | 3.0 ميغابايت/ث                     | ~3.0 ثوان               | 0.3 كيلومتر                          |
| 24.0 ميغابت/ث                     | 3.0 ميغابايت/ث                     | ~3.0 ثوان               | 0.6 كيلومتر                          |
| 23.0 ميغابت/ث                     | 2.88 ميغابايت/ث                    | ~3.2 ثوان               | 0.9 كيلومتر                          |
| 22.0 ميغابت/ث                     | 2.75 ميغابايت/ث                    | ~3.4 ثوان               | 1.2 كيلومتر                          |
| 21.0 ميغابت/ث                     | 2.63 ميغابايت/ث                    | ~3.5 ثوان               | 1.5 كيلومتر                          |
| 19.0 ميغابت/ث                     | 2.38 ميغابايت/ث                    | ~3.9 ثوان               | 1.8 كيلومتر                          |
| 16.0 ميغابت/ث                     | 2.0 ميغابايت/ث                     | 4.7 ثوان                | 2.1 كيلومتر                          |
| 8.0 ميغابت/ث                      | 1.0 ميغابايت/ث                     | 9.3 ثوان                | 3.0 كيلومتر                          |
| 3.0 ميغابت/ث                      | 0.38 ميغابايت/ث (384 كيلوبايت/ث)   | ~24.5 ثوان              | 4.5 كيلومتر                          |
| 1.5 ميغابت/ث                      | 0.19 ميغابايت (192 كيلوبايت/ث)     | ~49 ثوان                | 5.2 كيلومتر                          |

## عوامل سرعة الاتصال
ويجدر بالذكر أن سرعة الاتصال تعتمد على عدة عوامل منها:
1. السرعة المقدمة من مزود الخدمة.
2. المسافة بين المقسم الرئيسي (خط مشترك رقمي متعدد المنافذ) والمستفيد.
3. نوع الأسلاك المستخدمة «نحاسية أو ألياف بصرية».

## بروتوكولات النقل
يحدد ADSL ثلاث طبقات «تقارب إرسال خاص ببروتوكول الإرسال (TPS-TC)»:
- وحدة النقل المتزامن (STM)، والتي تسمح بنقل إطارات التسلسل الهرمي الرقمي المتزامن (SDH)
- وضع النقل غير المتزامن (ATM)
- وضع نقل الحزمة (بدءًا من ADSL2، انظر أدناه)

في التثبيت المنزلي، بروتوكول النقل السائد هو ATM. علاوة على ATM، هناك احتمالات متعددة لطبقات إضافية من البروتوكولات (يتم اختصار اثنين منها بطريقة مبسطة باسم "PPPoA" أو «PPPoE»)، مع TCP/IP الأكثر أهمية في الطبقتين 4 و 3 على التوالي من يوفر نموذج OSI الاتصال بالإنترنت.

## معايير ADSL

خطة التردد لمعايير وملحقات ADSL المشتركة.

| Legend POTS/ISDN Guard band المنبع المصب ADSL, ADSL2, ADSL2+ المصب ADSL2+ only |

| الإصدار | اسم قياسي                | اسم شائع           | معدل المصب  | معدل المنبع | المعتمدة في |
| ------- | ------------------------ | ------------------ | ----------- | ----------- | ----------- |
| ADSL    | ANSI T1.413-1998 Issue 2 | ADSL               | 8.0 Mbit/s  | 1.0 Mbit/s  | 1998        |
| ADSL    | ITU G.992.2              | ADSL Lite (G.lite) | 1.5 Mbit/s  | 0.5 Mbit/s  | 1999-07     |
| ADSL    | ITU G.992.1              | ADSL (G.dmt)       | 8.0 Mbit/s  | 1.3 Mbit/s  | 1999-07     |
| ADSL    | ITU G.992.1 Annex A      | ADSL over POTS     | 12.0 Mbit/s | 1.3 Mbit/s  | 2001        |
| ADSL    | ITU G.992.1 Annex B      | ADSL over ISDN     | 12.0 Mbit/s | 1.8 Mbit/s  | 2005        |
| ADSL2   | ITU G.992.3 Annex L      | RE-ADSL2           | 5.0 Mbit/s  | 0.8 Mbit/s  | 2002-07     |
| ADSL2   | ITU G.992.3              | ADSL2              | 12.0 Mbit/s | 1.3 Mbit/s  | 2002-07     |
| ADSL2   | ITU G.992.3 Annex J      | ADSL2              | 12.0 Mbit/s | 3.5 Mbit/s  | 2002-07     |
| ADSL2   | ITU G.992.4              | Splitterless ADSL2 | 1.5 Mbit/s  | 0.5 Mbit/s  | 2002-07     |
| ADSL2+  | جي.992.5                 | ADSL2+             | 24.0 Mbit/s | 1.4 Mbit/s  | 2003-05     |
| ADSL2+  | ITU G.992.5 Annex M      | ADSL2+M            | 24.0 Mbit/s | 3.3 Mbit/s  | 2008        |